# エトリト・ベリシャ
エトリト・ベリシャ（Etrit Berisha 、1989年3月10日 - ）は、ユーゴスラヴィア(現コソヴォ)・プリシュティナ出身のサッカー選手。アルバニア代表。エンポリFC所属。ポジションはゴールキーパー。

## クラブ経歴
地元プリシュティナのFC2コリクでキャリアをスタート。KF KEK-uを経て2008年にスウェーデンのカルマルFFに入団。2010年にトップ昇格を果たし、デビューシーズンで14試合に出場した。2011シーズンはレギュラーを確保しスウェーデンカップ決勝進出に貢献した。2012年7月開催のUEFAヨーロッパリーグ 2012-13予選・クリフトンビルFC戦でPKを決めプロ初ゴール。1ヶ月後、今度はアルスヴェンスカンのヘルシンボリIF戦でPKを決めリーグ戦初ゴール。
2013年夏、イタリアのACキエーヴォ・ヴェローナがベリシャを獲得することで仮合意に達したと発表した。しかしベリシャは仮合意を無視しSSラツィオと4年契約を結んだ。結果半年間の出場停止が言い渡された。このこともあってフェデリコ・マルケッティとのポジション争いで後れを取り、レギュラーを確保することは出来なかった。
2016-17シーズン、アタランタBCに1年間レンタル移籍。
2019年7月6日、SPALへ買い取り義務付きのレンタル移籍。
2021年7月3日、トリノFCに買い取り義務付きのレンタル移籍で加入し、3年契約を結んだ。
2023年8月29日、エンポリFCに移籍した。

## 代表歴
ベリシャはコソボ自治州 (現在のコソボ)出身であるがアルバニアの市民権も有していた。このため代表はアルバニアを選択した。2012年5月開催のイラン代表戦で初出場。当初はサミル・ウイカニの控えだったが、ウイカニがコソボ代表への変更を行ったことでレギュラーポジションを獲得した。 
UEFA EURO 2024に選出

## タイトル

### クラブ
カルマルFF
- アルスヴェンスカン：1回(2008)
- スウェーデン・スーパーカップ：1回(2009)